# Caihong juji
Caihong juji ("Arco iris de gran cresta") es la única especie conocida del género extinto Caihong de dinosaurio terópodo paraviano, que vivió a finales del período Jurásico, hace 160 millones de años, en el Oxfordiense, en lo que hoy es Asia. Vivió en China durante el período Jurásico Superior.

## Descripción
Caihong era un dinosaurio bastante pequeño. Su longitud se estimó en 40 centímetros, y su peso en 475 gramos. Los autores describieron una serie de rasgos únicos derivados, autapomorfías. Además de las aberturas en el cráneo antiorbitarias, maxilares y promaxilares  presentes dentro de la fosa antiorbital, el maxilar también está perforado por una fenestra accesoria que se abre detrás y debajo de la fenestra promaxilar. El hueso lagrimal tiene una cresta que se proyecta fuertemente hacia arriba y hacia los lados. En la mandíbula inferior, el dentario es robusto con la punta delantera más alta que la sección media. En la pelvis, el ilion es corto con una longitud inferior a la mitad de la del fémur, en todos los demás terópodos, el ilion es más de la mitad de largo. Todos estos rasgos son únicos dentro del clado Paraves. Además, Caihong se distinguió especialmente de los géneros estrechamente relacionados de la biota de Yanliao, como Eosinopteryx y Anchiornis, por la presencia de prominentes crestas lagrimales, plumas pennaceas más largas en las extremidades anteriores y traseras y plumas de la cola con grandes aspas asimétricas.

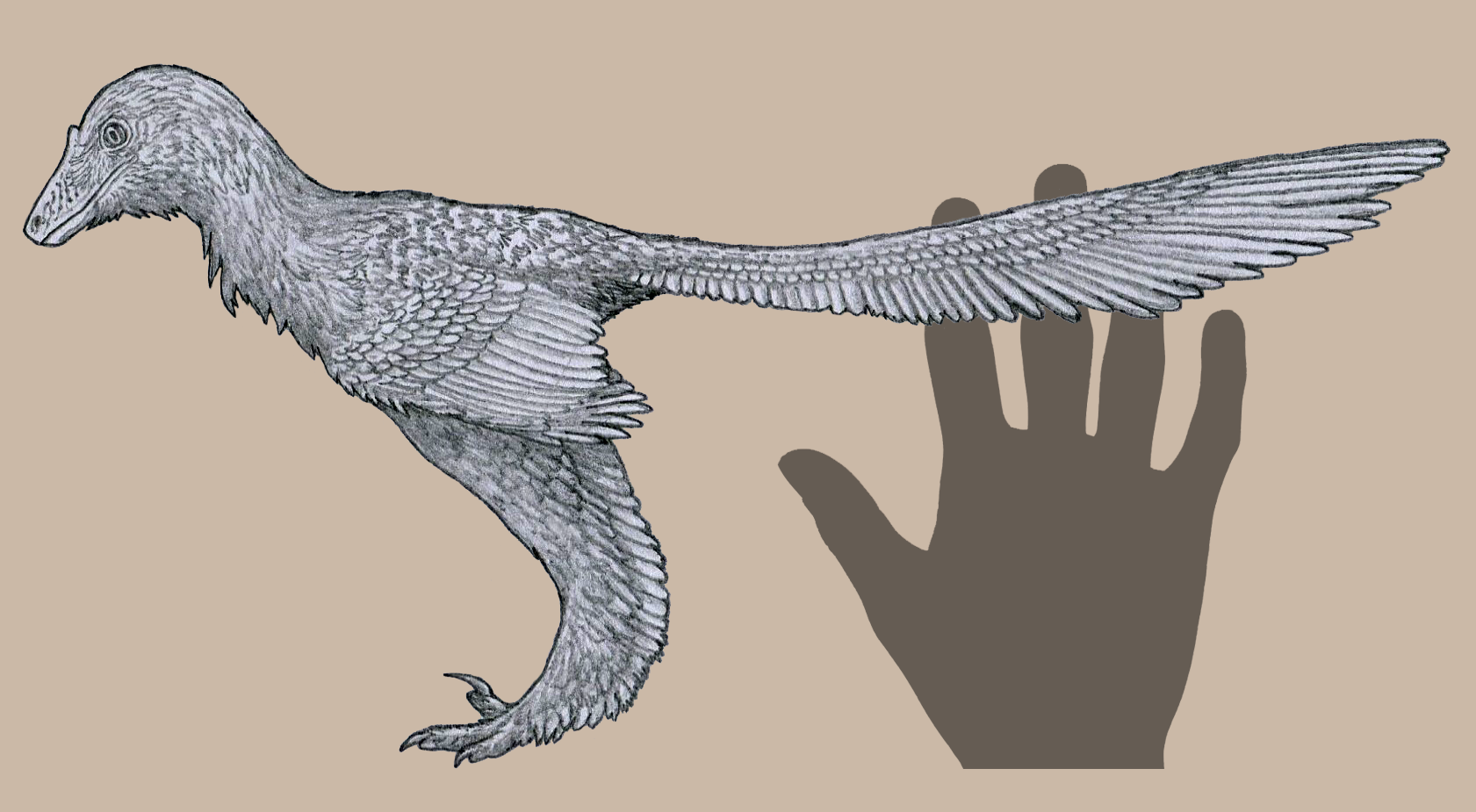
Comparación de tamaño.

### Esqueleto
Caihong probablemente tiene diez vértebras cervicales, trece vértebras dorsales, cinco vértebras sacras y veinte vértebras de la cola. Las vértebras dorsales de la espalda no poseen pleurocoelos . La cola es corta, con una longitud de 178 milímetros. La transición a la cola media está definida por el punto detrás del cual faltan completamente los procesos transversales, que es entre la séptima y la octava vértebra. Las vértebras más hacia atrás gradualmente se vuelven más alargadas.

#### Cráneo
El cráneo de Caihong tiene una longitud de 67,6 milímetros. Es bajo y alargado, superficialmente similar al de Velociraptor, solo ligeramente más corto que el fémur. La ventana de la nariz es grande y de forma ovalada. La fenestra maxilar elíptica, una abertura en frente de la fenestra antiorbital , es grande y se encuentra en el medio de la fosa antiorbital. La fenestra antorbital solo ocupa el 40% de la longitud de esta depresión. Estas fenestras son aumentadas por una fenestra promaxilar bastante grande en la parte frontal de la fosa antiorbital, similar a la del Archaeopteryx, así como una abertura más pequeña adicional, una fenestra accesorio ligeramente más baja que la fenestra promaxilar, entre ella y la fenestra maxilar. El puntal que separa la fenestra maxilar de la fenestra antiorbital está perforado por un canal de conexión, un rasgo troodóntido típico . La cuenca del ojo es más larga que alta. Delante de esta órbita, el hueso lagrimal tiene un proceso largo y robusto parecido a un cuerno, orientado hacia los lados en su base y curvándose gradualmente hacia arriba en su punta.
Los dientes generalmente recurvados son más delgados y están apretados en la parte frontal de las mandíbulas, como en la premaxilar y la parte anterior de la mandíbula inferior. Más atrás, los dientes se vuelven más grandes y espaciados. La fila de dientes en la mandíbula superior es excepcionalmente larga, llegando a una posición debajo de la parte frontal de la cuenca del ojo. Los dientes frontales, incluidos los primeros dientes maxilares, no tienen estrías. Los dientes en el medio del hueso dentario son más fuertemente recurvados y poseen bordes posteriores dentados. En la parte posterior del hueso dentario, los dientes son cortos y robustos con estrías en los bordes mesial y distal.

#### Miembros anteriores
El brazo es relativamente corto, igual al 60% de la longitud de las extremidades posteriores. Especialmente el húmero es corto, 42,1 milímetros de largo, con 60% de la longitud del hueso del muslo, en comparación con una proporción del 100% con Anchiornis. El cúbito es más largo que el brazo superior, un rasgo que en los terópodos generalmente se limita a las aves voladoras. El cúbito tiene una longitud de 47,2 milímetros y está ligeramente inclinado. En la mano, el primer metacarpo, aplicando la numeración tradicional en la que los tres dígitos son el primero, el segundo y el tercero, así como el primer dedo son largos, el tercer metacarpiano es robusto y la tercera falange del tercer dedo es más larga que la primera y segunda falanges combinadas, que son todas las proporciones trodóntidas típicas.

#### Miembros posteriores
En la pelvis, el borde del ilion es muy anterior de la posición de la articulación de la cadera, pero corta y ligeramente curvada hacia abajo detrás de ella. El hueso púbico está ligeramente dirigido hacia atrás. Termina con un "pie" en forma de gancho, como con los Unenlagiinae. El isquion tiene una longitud de 20.5 milímetros. Es relativamente corto y ancho en vista lateral, formando una correa plana. Su proceso obturador en el borde frontal tiene un perfil rectangular, que es raro entre los Coelurosauria, excepto Anchiornis y Archaeopteryx, todos los demás celurosaurios poseen un proceso triangular.
La extremidad posterior es muy larga, 3,1 veces más larga que el torso. El hueso del muslo es alargado y tiene una longitud de 70,9 milímetros. La tibia es de aproximadamente ochenta y dos milímetros de largo. Está fusionado con los huesos superiores del tobillo en un tibiotarsus. El tercer metatarso tiene una longitud de cuarenta y nueve milímetros y está en la parte superior algo pellizcado por el segundo y cuarto metatarsiano. El primer dedo del pie es relativamente corto. El segundo dedo lleva una pequeña garra retráctil.

### Plumas
El fósil está rodeado por una amplia zona de plumas, solo se descubren el hocico y las garras. Estas plumas no son impresiones sino restos del plumaje original. La división de la losa y la contralosa saliente reveló una estratificación compleja del plumaje. La densidad de los ejes y barbas visibles es tan extrema que es difícil identificar plumas individuales. La forma en que se conservan actualmente puede no representar su condición y posición original.
Las plumas del contorno del cuerpo de Caihong son relativamente más largas que las de otros dinosaurios no aviares. Cráneo y cuello muestran dos tipos de ellas, el primero es rígido, de dos centímetros de largo y alargado, el otro tiene una longitud de un centímetro y es más ondulado. En el pecho y las extremidades, se ven plumas de cuatro centímetros de largo con barbas paralelas rectas y gruesas. Ninguna de estas plumas de contorno podría identificarse definitivamente como pennacea, con veletas cerradas.

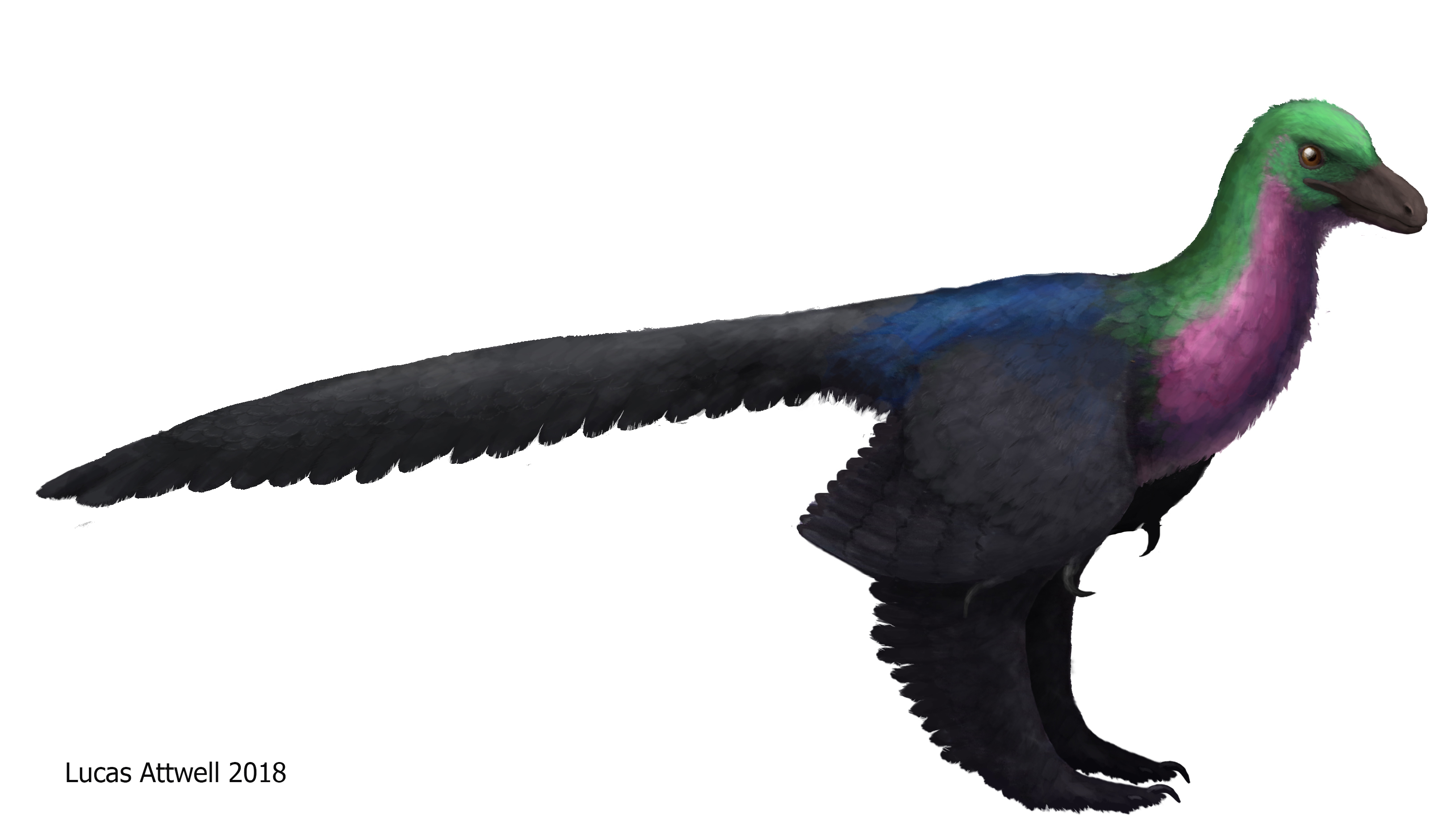
Restauración de Caihong juji con colores.

Las plumas fosilizadas de Caihong poseen nanoestructuras que se analizaron e interpretaron como melanosomas, mostrando similitud con los organelos que producen un color negro iridiscente en las aves existentes. Otras plumas que se encuentran en la cabeza, el pecho y la base de la cola conservan láminas de plaquetas aplastadas, similares a melanosomas de forma muy similar a los que crean tonos iridiscentes de colores brillantes en las plumas de los modernos colibríes . Sin embargo, estas estructuras son aparentemente sólidas y carecen de burbujas de aire, y por lo tanto son internamente más parecidas a los melanosomas en trompeteros que a los colibríes. Caihong representa la evidencia más antigua conocida de melanosomas plaquetarios.

## Descubrimiento e investigación
El campesino Yang Jun de Gangou, Qinglong, al norte de la provincia de Hebei, descubrió en una cantera cerca del pueblo de Nanshimenzi el esqueleto de un terópodo pequeño, perteneciente a la Biota de Yanliao. Fue adquirido en febrero de 2014 por el Museo Paleontológico de Liaoning. El fósil fue preparado para su preservación y estudio por Ding Xiaoqing y Matthew Brown.
Estos fósiles fueron la base para nombrar y describir en 2018 a la especie tipo Caihong juji por Hu Dongyu, Julia A. Clarke, Chad M. Eliason, Qiu Rui, Li Quanguo, Matthew D. Shawke, Zhao Cuilin, Liliana D’Alba, Jiang Jinkai y Xu Xing. El nombre del género se deriva del chino mandarín caihong, 彩虹, "arco iris", en referencia al esplendor del fósil al espectro de nuevas perspectivas científicas que ofrece. El nombre de la especie es el término en mandarín ju ji, "gran cresta", que se refiere a la notoria cresta sobre el hueso lagrimal en el cráneo.
El espécimen holotipo, alojado en el Museo Paleontológico de Liaoning con el número de catálogo PMoL-B00175, fue hallado en una capa de la Formación Tiaojishan la cual data de la época del Oxfordiense, hace unos 161 millones de años. Consiste de un esqueleto completo articulado, comprimido en una losa con cara y contracara, en la que se preservaron además tejidos blandos y varios restos del plumaje. El fósil corresponde a un individuo adulto.
Este dinosaurio particular puede ser distinguido de otros géneros cercanamente relacionados como Eosinopteryx y Anchiornis por la presencia de crestas lagrimales prominentes, plumas penáceas más largas tanto en las extremidades delanteras como posteriores y plumas de la cola con grandes barbas asimétricas. El análisis de las nanoestructuras de los fósiles de las plumas llevaron a interpretar que los melanosomas muestran similitudes con los mismos organelos que producen colores iridiscentes en las aves actuales, lo cual lo convierte en la más antigua evidencia de esta característica.

## Clasificación
Caihong se coloca en Paraves. Diferentes análisis cladísticos tuvieron diferentes resultados en la estructura del árbol genealógico. En un análisis, que era Caihong las especies hermanas de Xiaotingia, dentro de un clado que se formó un peine con Troodontidae y Dromaeosauridae. Archaeopteryx formó una rama más profunda y las aves más modernas una rama aún más profunda como Avialae. Bajo ciertas definiciones, Paraves y Aves coinciden. En otro análisis, Caihong cayó en Anchiorninae como miembros de Troodontidae.